# Cambio organizacional
El cambio organizacional sirve para saber como cambiar a una empresa
Para poder tener el conocimiento de cuándo hacer cambios en la organización se necesita tener una buena planeación, tener bien identificado cuáles son sus defectos, identificar problemas y errores que la organización sufre, y tener reflejado un enfoque de las consecuencias del cambio a producir.
Para efectuarlos se requiere responder a las preguntas: 
- ¿Por qué cambiar?
- ¿Para qué cambiar?
- ¿Cuál es la dirección del cambio?

## Pasos para el cambio organizacional
1. Evaluación del entorno: Identificar los cuatro factores del entorno que son mayormente responsables de estimular el cambio organizacional: los clientes, la tecnología, los competidores y los trabajadores. Otros factores que podrían ser una presión para que las organizaciones cambien son la globalización, los avances tecnológicos y las acciones de grupos de interés importantes, como serían los accionistas, las autoridades reguladoras, los sindicatos y los grupos de acción política y de rezagados.
2. Determinar la brecha de desempeño: Una brecha de desempeño hace referencia a la distancia que separa lo que la organización está haciendo de lo que quiere hacer. Cuando los administradores determinan la brecha de desempeño, pueden presentar una respuesta clara a la pregunta ¿Qué anda mal?
3. Diagnóstico de los problemas de la organización: El objeto del diagnóstico de la organización es identificar la naturaleza y el grado de los problemas, para obtener conocimiento de las razones que explican las brechas del desempeño, antes de tomar medidas. Esto responde a la pregunta ¿Por qué hay brechas del desempeño?
4. Articular y comunicar una visión del futuro: Los esfuerzos por producir un cambio que tenga éxito, están guiados por una visión clara del futuro. Mientras los líderes no hayan formulado una visión clara y convencido a otros de que se unan a esa visión, no podrán generar el entusiasmo ni los recursos que se necesitan para un cambio cultural de gran escala.
5. Desarrollar un plan de acción: Si bien las inversiones en la planeación a menudo producen mejoras significativas en la productividad, muchas empresas inician actividades para producir un cambio significativo sin un plan de acción inmediato integrado.
6. Anticipar y reducir la resistencia.
7. Monitoreo del cambio: A medida que se desarrolla el proceso del cambio, los administradores deben monitorear las reacciones de los empleados y también los resultados. Deben vigilar las medidas del estrés de los empleados, la satisfacción del cliente, el desarrollo de nuevos productos, la participación de mercado, la rentabilidad y otros resultados a efecto de poder evaluar las consecuencias de corto plazo y también las de largo plazo.[1]

## Opciones y tipos de cambio
Las opciones de cambio es el entorno en el que la organización es justificada, es decir en la categorías en las que se dividen. Tener las opciones de cambio bien identificadas es de gran importancia, de esta manera será más fácil hacer los cambios que la empresa requiere. Comúnmente las empresas se encuentran divididas en las siguientes áreas: tecnología, estructura (grupos y equipos de trabajo), ambiente físico, y la gente (habilidades y desarrollos).
Los tipos de cambios son aquellos en los que las personas van evolucionando o cambiando la rutina a la que ellos estaban acostumbrados, estos son los cambios radicales (caso de emergencia), los planeados son para la mejora de la organización y el estructural es el que aparenta que todo este en un equilibrio y para todo haya un proceso ya dispuesto y el cíclico.[cita requerida]

## Agente organizacional
Es de gran importancia tener en cuenta el agente de cambio, el agente es el encargado de hacer cambios en la organización de manera correcta y concisa para la mejora de la organización sin fomentar un ambiente de trabajo no adecuado para la misma organización, pues este se encargará de que haya un ambiente adecuado en la organización para el desarrollo de cambio, el agente de cambio tiene que interactuar con cada uno de los individuos en la organización, el agente es aquel capaz de hacer modificaciones en los campos de estructura, tecnología, ubicación física y en el personal de la empresa.
El agente de cambio tendrá que tener una administración muy bien organizada y adecuada para efectuar todos estos cambios, pues mediante estos cambios, se descubrirán las problemáticas, habrán nuevas maneras de interacción entre individuos, nuevos equipos de trabajo, nuevas responsabilidades junto con un gran manejo de problemas en el sector de recursos humanos, pues muchos individuos se comportan diferente ante estos cambios que tienen en la organización.

## Aprendizaje durante el cambio organizacional
La capacitación del individuo dentro de una organización no es más que el aprendizaje de algo. Marquard (1996) explica el modelo en que las personas, el aprendizaje, la organización, la aplicación de la tecnología y manejo del conocimiento son relacionados en circuito elemental para el aprendizaje.[cita requerida]
El aprendizaje es elemental para el individuo, al momento de enseñar se debe estar totalmente seguro y claro, junto con ejercicios y ejemplos bien especificados para el mejor aprendizaje del individuo. Actividades que ayudan al aprendizaje del individuo son: la solución de problemas nuevos, la experimentación con ideas nuevas, aprender de la experiencia, aprender de lo que hacen otros.

## Fuerzas de cambio
Los individuos de cada organización que no acostumbrados a cambios tienden siempre a quedarse y hacer el mismo puesto todo el tiempo, así que puede que haya dos reacciones de este individuo ante este cambio, la negación y la afirmación. Los individuos tienden a reaccionar o a resistirse a nuevos hábitos por tres razones: no sabe, no puede o no quiere.[cita requerida].

## Resistencia al cambio
Puede manifestarse de diversas maneras y en distintos niveles de análisis, tanto individual, grupal u organizacional. De esta manera podemos mencionar ocho formas primarias de resistencia que se dan en los niveles de análisis antes mencionados, ellas son:
1.-Confusión: Cuando este se hace presente resulta dificultosa la visualización del cambio y de sus consecuencias.
2.-Critica inmediata: Ante la simple sugerencia de cualquier cambio se demuestra una negación hacia la misma, sin importar la propuesta.
3.-Negación: Existe una negación a ver o a aceptar que las cosas son diferentes.
4.-Hipocresía: Demostración de conformismo hacia el cambio cuando en realidad interiormente se está en desacuerdo.
5.-Sabotaje: Acciones tomadas para inhibir o matar al cambio.
6.-Fácil acuerdo: Existe un acuerdo sin demasiada resistencia sobre el cambio aunque no hay compromiso en dicho acuerdo.
7.-Desviación o distracción: Se evade el cambio en sí, pensando que tal vez de esa forma sea olvidado.
8.-Silencio: No permite que el individuo promueva nuevos métodos de trabajo o de organización. La transición resulta ser siempre difícil.

## Superar la resistencia al cambio
Existen ocho tácticas que pueden ayudar a los agentes a manejar la resistencia al cambio: 
```
1 Educación y comunicación
```

Comunicar la lógica de un cambio ayuda a reducir la resistencia de los empleados en dos niveles. En primer lugar, combate los efectos de la mala información y de una comunicación deficiente. En segundo lugar, la comunicación ayuda a «vender» la necesidad de un cambio al presentarla de forma adecuada. 
```
2 Participación
```

Es difícil que los individuos se resistan a una decisión de cambio en la que han participado. Al suponer que los participantes cuentan con la pericia para hacer una contribución significativa, su participación puede reducir la resistencia, lograr un compromiso y aumentar la calidad de la decisión de cambiar. 
```
3 Crear apoyo y compromiso
```

Cuando los individuos experimentan altos niveles de temor y ansiedad, la orientación y la terapia psicológica, la capacitación para desarrollar nuevas habilidades o un permiso breve con goce de sueldo, podrían facilitar el ajuste. Cuando los gerentes o los empleados manifiestan un débil compromiso emocional con el cambio, tienden a favorecer el «status quo» y a resistirse. 
```
4 Desarrollo de relaciones positivas
```

El personal se muestra más dispuesto a aceptar los cambios si confía en los gerentes que los llevarán a cabo, como por ejemplo: un estudio encuesta a empleados de una gran corporación inmobiliaria de los Países Bajos que estaba atravesando un proceso de fusión. Aquellos que tenían una relación más positiva con sus supervisores, y que sentían que el ambiente laboral apoyaba su desarrollo, se mostraron mucho más positivos con respecto al proceso de cambios.
```
5 Implementar los cambios con justicia
```

Una forma en que las organizaciones pueden reducir el impacto negativo del cambio consiste en asegurarse de que este se realice de forma justa. La justicia procedimental es especialmente importante cuando los empleados perciben que un resultado es negativo.
```
 6 Manipulación y cooptación
```

La manipulación se refiere a ocultar los intentos de ejercer influencia. Distorsionar los hechos para hacer que parezcan más atractivos, retener información y crear falsos rumores para hacer que los individuos acepten un cambio son ejemplos de manipulación. La cooptación, por otro lado, combina la manipulación y la participación; busca «comprar» a los líderes de un grupo en resistencia al darles un papel clave, buscando su consejo, no para tomar una mejor decisión sino para obtener su respaldo. 
```
 7 Seleccionar personas que aceptan el cambio
```

Las investigaciones sugieren que la estabilidad para aceptar y adaptarse fácilmente al cambio se relacionan con la personalidad; algunas personas simplemente tienen actitudes más positivas hacia el cambio que otras. Esos individuos están abiertos a las experiencias, adoptan una actitud positiva hacia el cambio, están dispuestos a correr riesgos y tienen un comportamiento flexible. 
```
 8 Coerción
```

La última táctica de la lista es la coerción, es decir, la aplicación de amenazas o de la fuerza directa sobre las personas que se resisten. Si la gerencia realmente estuviera determinada a cerrar una planta de manufactura cuyos empleados no acceden al recorte de personal, entonces estaría utilizando la coerción.